# Nicole Resch
Nicole Resch (* 25. September 1975 in Neuhaus am Rennweg) ist eine deutsche Juristin und ehemalige Generalsekretärin der Internationalen Biathlon-Union (IBU).
Resch begann im Alter von acht Jahren mit dem Skilanglauf und wechselte im Alter von zwölf Jahren zum Biathlon, wo sie von Manfred Geyer trainiert wurde. Sie beendete ihre Sportlerlaufbahn früh und studierte Rechtswissenschaften an der Universität Würzburg. Nach dem zweiten Staatsexamen absolvierte sie ein auf die olympischen Sportarten konzentriertes Absolventenprogramm im Bereich Sportmanagement und Sportrecht.
Im Jahr 2007 begann sie ihre Tätigkeit bei der IBU – zunächst als Assistentin des damaligen Generalsekretärs Michael Geistlinger. Nach dessen Ausscheiden wurde sie seine kommissarische Nachfolgerin als Leiterin der IBU-Geschäftsstelle. Seit November 2008 war sie offiziell Generalsekretärin des Biathlon-Weltverbandes.
Bei der Doping-Affäre der russischen Biathlethen vor den Biathlon-Weltmeisterschaften 2009 vertrat sie den Verband gegenüber der Öffentlichkeit.
Bei einer Razzia am 10. April 2018 durchsuchte das Bundeskriminalamt die Geschäftsräume der IBU in Salzburg. Die Razzia steht laut Auskunft der Welt-Anti-Doping-Agentur im Zusammenhang mit Doping. Diese stellte zudem klar, Resch „habe im Verband praktisch die alleinige Hoheit über das Doping-Verwaltungsprogramm gehabt und anderen IBU-Mitarbeitern den Zugang verwehrt.“ Ermittelt wurde insbesondere gegen Resch sowie den Präsidenten der IBU, Anders Besseberg. Daraufhin wurde Resch am 12. April für die Dauer der laufenden Untersuchungen von der IBU suspendiert und trat im späteren Jahresverlauf von ihrer Funktion zurück. Nach der Vorstellung des Abschlussberichtes einer externen Untersuchungskommission im Januar 2021 haben Resch und Besseberg über Jahre das russische Dopingsystem geduldet, gestützt und gedeckt. Der Bericht bescheinigt beiden „systematisch korruptes und unethisches Verhalten“. Resch habe wohl Luxusurlaube spendiert bekommen. Im April 2023 wurde bekannt, dass ein gegen sie in Österreich laufendes Strafverfahren bereits 2022 eingestellt worden ist.